# 蘇思蓉
苏思蓉，（1990年8月30日—），汉族，中國内地歌手、模特和录音师，2013年参加山东卫视《中国星力量》获得全国五强、人气王，同年12月代表山东省参加中央电视台《直通春晚》晋级总决赛10强，从而备受媒体关注。

## 主要经历
- 1990年，出生于湖北省荆州市石首市一个普通工人家庭；
- 2008年，参加中央电视台《CCTV德艺双馨》歌唱大赛获得广东区通俗唱法组银奖；
- 2011年，参加《新丝路模特大赛》获得华东赛区最佳才艺小姐奖，最具亲和力小姐奖、全国年度十佳模特奖；
- 2012年，参加云南卫视《完美声音》全国歌唱比赛获得杭州赛区5强[1][2]；
- 2013年，参加中央电视台《星光大道》获得周冠军[3]；同年参加中央电视台《寻找刘三姐》演艺新秀大赛获得总决赛16强[4]，还参加山东卫视《中国星力量》获得全国5强[5]，同年12月代表山东省参加中央电视台《直通春晚》晋级总决赛10强[6]。

## 音乐作品
- 2013年12月10日，单曲《弈》，“珠钢杯”第一届世界围棋团体锦标赛主题曲[7]

2012年云南卫视《完美声音》表演曲目《痒》
2012年云南卫视《完美声音》表演曲目《一面湖水》
2012年云南卫视《完美声音》表演曲目《石榴女人》
2012年云南卫视《完美声音》表演曲目《羚羊过山岗》
2013年山东卫视《中国星力量》表演曲目《牡丹亭外》
2013年山东卫视《中国星力量》表演曲目《在那东山顶上》
2013年山东卫视《中国星力量》表演曲目《Loving you》
2013年山东卫视《中国星力量》表演曲目《潇洒的走》
2013年山东卫视《中国星力量》表演曲目《印象西湖雨》
2013年CCTV《星光大道》演唱曲目《拉古拉古》
2013年CCTV《星光大道》演唱曲目《我要我们在一起》
2013年CCTV《星光大道》演唱曲目《牡丹亭外》[7]
2013年CCTV《星光大道》演唱曲目《爱着你》
2013年CCTV《星光大道》演唱曲目《自由行走的花》[8]
2013年CCTV《星光大道》演唱曲目《菊花台》
2013年CCTV《星光大道》演唱曲目《牡丹亭外》
2013年CCTV《星光大道》演唱曲目《风吹麦浪》
2014年CCTV《直通春晚》表演曲目《牡丹亭外》
2014年CCTV《直通春晚》表演曲目《Loving you》
2014年CCTV《直通春晚》表演曲目《自由行走的花》
2014年CCTV《直通春晚》表演曲目《坐着火车去拉萨》[9]